# Persone di nome Giuseppe/Medici
| Questa pagina contiene informazioni ricavate automaticamente dalle voci biografiche con l'ausilio del template Bio e di un bot. L'aggiornamento è periodico e automatico e ricostruisce completamente la pagina. Se manca una persona in questa lista, sei pregato di non aggiungerla, ma accertati piuttosto che la sua voce biografica contenga il template Bio e che i dati anagrafici siano correttamente compilati. Se il template Bio manca, inseriscilo tu stesso o, in alternativa, metti l'avviso {{tmp\|Bio}} che ne segnala la mancanza. Se i dati riportati sono sbagliati, correggi direttamente la voce biografica; le modifiche saranno visibili in questa lista entro pochi giorni. Per chiarimenti vedi il progetto antroponimi. La lista contiene solo le 54 persone che sono citate nell'enciclopedia e per le quali è stato implementato correttamente il template Bio. Pagina aggiornata al 22 gen 2025. |

Questa è una lista di persone presenti nell'enciclopedia che hanno il nome Giuseppe e sono medici.

## A(7)
- Giuseppe Abbanasia, medico italiano († 1408)
- Giuseppe Albertotti, medico italiano (Calamandrana, n. 1851 - Modena, † 1936)
- Giuseppe Giacomo Alvisi, medico, giornalista e avvocato italiano (Rovigo, n. 1825 - Coiano, † 1892)
- Giuseppe Amante, medico e patriota italiano (Napoli, n. 1783 - Napoli, † 1868)
- Giuseppe Amantea, medico e fisiologo italiano (Grimaldi, n. 1885 - Roma, † 1966)
- Giuseppe Ambrosoli, medico, presbitero e missionario italiano (Ronago, n. 1923 - Lira, † 1987)
- Giuseppe degli Aromatari, medico, letterato e botanico italiano (Assisi, n. 1587 - Venezia, † 1660)

## B(5)
- Giuseppe Basile, medico e patriota italiano (Siculiana, n. 1830 - Siculiana, † 1867)
- Giuseppe Bastianelli, medico italiano (Roma, n. 1862 - Roma, † 1959)
- Giuseppe Bellonci, medico italiano (Forlì, n. 1855 - Bologna, † 1888)
- Giuseppe Bertini, medico italiano (Firenze, n. 1772 - Firenze, † 1845)
- Giuseppe Brotzu, medico, farmacologo e politico italiano (Cagliari, n. 1895 - Cagliari, † 1976)

## C(3)
- Giuseppe Bartolomeo Caccia, medico, botanico e docente italiano (Torino - Torino, † 1749)
- Giuseppe Cervi, medico italiano (Parma, n. 1663 - Madrid, † 1748)
- Giuseppe Corneliani, medico italiano (Pavia, n. 1797 - Padova, † 1855)

## D(3)
- Giuseppe De Donno, medico italiano (Mantova, n. 1967 - Curtatone, † 2021)
- Giuseppe Del Barone, medico e politico italiano (Padova, n. 1926 - Napoli, † 2018)
- Giuseppe Del Papa, medico italiano (Empoli, n. 1648 - Firenze, † 1735)

## F(4)
- Giuseppe Faranda, medico, politico e antifascista italiano (Tortorici, n. 1869 - Messina, † 1946)
- Giuseppe Ferlini, medico italiano (Bologna, n. 1797 - Bologna, † 1870)
- Giuseppe Ferrario, medico e statistico italiano (Milano, n. 1802 - Milano, † 1870)
- Giuseppe Frari, medico e epidemiologo italiano (Treviso, n. 1738 - Sebenico, † 1801)

## G(9)
- Giuseppe Gaimari, medico e traduttore italiano (Picerno, n. 1779 - Picerno, † 1839)
- Giuseppe Galletti, medico italiano (Città di Castello - † 1819)
- Giuseppe Gardella, medico italiano (Stazzano, n. 1900 - New York, † 1964)
- Giuseppe Giannini, medico e saggista italiano (Parabiago, n. 1774 - Milano, † 1818)
- Giuseppe Giannuzzi, medico e politico italiano (Altamura, n. 1769 - Altamura, † 1839)
- Giuseppe Gibelli, medico e botanico italiano (Santa Cristina e Bissone, n. 1831 - Torino, † 1898)
- Giuseppe Antonio Pujati, medico italiano (Sacile, n. 1701 - Padova, † 1760)
- Giuseppe Gradenigo, medico italiano (Venezia, n. 1859 - Treviso, † 1926)
- Giuseppe Guarnieri, medico italiano (Offida, n. 1857 - Offida, † 1918)

## J(1)
- Giuseppe Jona, medico italiano (Venezia, n. 1866 - Venezia, † 1943)

## L(1)
- Giuseppe Licata, medico e politico italiano (Sciacca, n. 1851 - Sciacca, † 1906)

## M(5)
- Giuseppe Magini, medico italiano (Torrita di Siena, n. 1851 - Roma, † 1916)
- Giuseppe Mancia, medico italiano (Carrara, n. 1940)
- Giuseppe Moreali, medico e scrittore italiano (Sassuolo, n. 1895 - Nonantola, † 1980)
- Giuseppe Mosca, medico e biografo italiano (Napoli, n. 1706 - Napoli, † 1780)
- Giuseppe Moscati, medico e fisiologo italiano (Benevento, n. 1880 - Napoli, † 1927)

## O(1)
- Giuseppe Ovio, medico e politico italiano (Polcenigo, n. 1863 - Roma, † 1957)

## P(2)
- Giuseppe Peretti, medico, fisiologo e politico italiano (Cagliari, n. 1904 - Cagliari, † 1976)
- Giuseppe Poggi Longostrevi, medico e dirigente d'azienda italiano (n. 1936 - Milano, † 2000)

## Q(1)
- Giuseppe Quintavalle, medico e patriota italiano

## R(3)
- Giuseppe Remuzzi, medico italiano (Bergamo, n. 1949)
- Giuseppe Ria, medico italiano (Tuglie, n. 1839 - Napoli, † 1926)
- Giuseppe Rosati, medico, agronomo e matematico italiano (Foggia, n. 1752 - Foggia, † 1814)

## S(4)
- Giuseppe Salerno, medico e anatomista italiano (Palermo, n. 1728 - Napoli, † 1792)
- Giuseppe Scala, medico, filosofo e matematico italiano (Noto, n. 1556 - Sabbioneta, † 1585)
- Giuseppe Serventi, medico, banchiere e imprenditore italiano (Montecchio Emilia, n. 1743 - Parma, † 1826)
- Giuseppe Siciliani, medico e politico italiano (Cirò, n. 1951)

## T(4)
- Giuseppe Tallarico, medico e politico italiano (Casabona, n. 1880 - Roma, † 1965)
- Giuseppe Testa, medico italiano (Martina Franca, n. 1819 - Napoli, † 1894)
- Giuseppe Tranchina, medico italiano (Palermo, n. 1797 - Palermo, † 1837)
- Giuseppe Tusini, medico e politico italiano (Sarzana, n. 1866 - Milano, † 1940)

## V(1)
- Giuseppe Vespa, medico italiano (Piancastagnaio, n. 1727 - Vienna, † 1804)